# UFC 135
UFC 135: Jones vs. Rampage  è stato un evento di arti marziali miste tenuto dalla Ultimate Fighting Championship il 24 settembre 2011 al Pepsi Center a Denver, Colorado.
In Italia la card principale è stata trasmessa in pay per view su Sky Sport alle ore 3:00 italiane.

## Retroscena
L'Ultimate Fighting Championship tenne il suo primo evento a Denver quasi vent'anni prima di UFC 135 ma la promotion non trasmise più in pay per view dalla Mile High City dal 1995. Zuffa, la compagnia controllante dell'UFC, non era ancora nemmeno la proprietaria all'epoca. Il presidente dell'UFC Dana White, in un'intervista a MMAWeekly.com, disse che la compagnia dopo molto tempo era in corsa per ospitare un evento a Denver ma lo voleva fare nel modo giusto: "Sapevamo di voler riportare una card eccitante a Denver e finalmente ce l'abbiamo fatta."
Jon Jones era atteso alla sua prima difesa del titolo il 6 agosto 2011 a UFC 133 contro Rashad Evans ma Jones fu momentaneamente messo da parte a causa di un infortunio. Fu inizialmente annunciato che l'infortunio alla mano avrebbe richiesto un'operazione chirurgica ma Jones optò per il riposo e riabilitazione senza operazione dopo consulti coi dottori. Inizialmente si pensò che l'infortunio avrebbe tenuto Jones fuori dall'ottagono fino a fine 2011, invece disputò la sua prima difesa del titolo contro Quinton Jackson a questo evento.
Manny Gamburyan avrebbe dovuto affrontare Diego Nunes. Il 15 agosto però fu annunciato che Gamburyan avrebbe rinunciato al match a causa di un infortunio alla spalla. In seguito, il 26 agosto, anche Nunes confermò la mancata presenza in questa card, citando un infortunio e un tentativo di omicidio nei confronti di suo padre. Il combattimento fu riprogrammato per UFC 141 che si disputerà il 30 dicembre 2011.
Era atteso anche un combattimento tra Norifumi Yamamoto e Damacio Page durante questo match ma fu annullato il primo settembre dal momento che entrambi i fighter avevano riportato infortuni durante l'allenamento in vista del match.
Diego Sanchez avrebbe dovuto affrontare Matt Hughes ma fu rimpiazzato da Josh Koscheck a causa di una frattura alla mano.

## Risultati

### Card preliminare
- Incontro categoria Pesi Mediomassimi:  James Te-Huna contro  Ricardo Romero

Te-Huna sconfisse Romero per KO (pugni) al minuto 0:47 del round 1.
- Incontro categoria Pesi Gallo:  Takeya Mizugaki contro  Cole Escovedo

Mizugaki sconfisse Escovedo per KO (pugni) al minuto 4:30 del round 2.
- Incontro categoria Pesi Piuma:  Junior Assunção contro  Eddie Yagin

Assunção sconfisse Yagin per decisione unanime (30-26, 30-26, 30-27).
- Incontro categoria Pesi Medi:  Nick Ring contro  Tim Boetsch

Boetsch sconfisse Ring per decisione unanime (29-28, 29-28, 30-27).
- Incontro categoria Pesi Leggeri:  Tony Ferguson contro  Aaron Riley

Ferguson sconfisse Riley per KO Tecnico (stop dall'angolo) al minuto 5:00 del round 1.

### Card principale
- Incontro Pesi Leggeri:  Nate Diaz contro  Takanori Gomi

Diaz sconfisse Gomi per sottomissione (armbar) al minuto 4:27 del round 1.
- Incontro Pesi Massimi:  Travis Browne contro  Rob Broughton

Browne sconfisse Broughton per decisione unanime (30-27, 30-27, 30-27).
- Incontro Pesi Massimi:  Ben Rothwell contro  Mark Hunt

Hunt sconfisse Rothwell per decisione unanime (29-28, 29-27, 30-27).
- Incontro Pesi Welter:  Matt Hughes contro  Josh Koscheck

Koscheck sconfisse Hughes per KO (pugni) al minuto 4:59 del round 1.
- Incontro per il titolo dei Pesi Mediomassimi:  Jon Jones (c) contro  Quinton Jackson

Jones sconfisse Jackson per sottomissione (strangolamento da dietro) al minuto 1:14 del round 4 mantenendo il titolo dei pesi mediomassimi.

## Premi
Ai vincitori sono stati assegnati 75.000$ per i seguenti premi:
- Fight of the Night:  Jon Jones contro  Quinton Jackson
- Knockout of the Night:  Josh Koscheck
- Submission of the Night:  Nate Diaz